# Molorchus aureomaculatus
Molorchus aureomaculatus är en skalbaggsart som beskrevs av J. Linsley Gressitt och Yves Rondon 1970. Molorchus aureomaculatus ingår i släktet Molorchus och familjen långhorningar.
Artens utbredningsområde är Laos. Inga underarter finns listade i Catalogue of Life.